# Капелаш
Капелаш (порт. Capelas)  —  район (фрегезия) в Португалии,  входит в округ Азорские острова. Расположен на острове Сан-Мигел. Является составной частью муниципалитета  Понта-Делгада. Население составляет 3759 человек на 2001 год. Занимает площадь 16,84 км².
Покровителем района считается Дева Мария (порт. Nossa Senhora da Apresentação). 

## История
Район основан в 1595 году.